# Raul Brancaccio
Raul Brancaccio (Torre del Greco, 4 maggio 1997) è un tennista italiano.
Attivo in prevalenza nei circuiti minori, ha vinto un titolo Challenger in singolare e uno in doppio. I suoi migliori ranking ATP sono stati la 121ª posizione in singolare nel febbraio 2023, e la 252ª in doppio nel settembre 2022.

## Biografia
Di padre napoletano e madre spagnola, ha una sorella, Nuria, anche lei tennista professionista. Cresce tennisticamente a Jávea, in Spagna, dove si è spesso allenato con il suo mentore David Ferrer. Nel 2020 torna ad allenarsi a Torre del Greco.

## Carriera
Nel luglio 2015 debutta tra i professionisti con una sconfitta in un torneo ITF Futures spagnolo. Inizia subito a giocare con buona continuità e nell'agosto 2016 alza il primo trofeo da professionista al torneo ITF di doppio Spain F26. A novembre vince un altro torneo Futures di doppio e il mese successivo disputa la prima finale in singolare, persa contro Attila Balázs al Futures Tunisia F36. Dopo 7 titoli ITF vinti in doppio, nel maggio 2018 si aggiudica il primo torneo ITF in singolare all'Italy F11. Nel prosieguo della stagione vincerà altri tre tornei in singolare e due in doppio ed entra per qualche settimana nella top 300 del ranking in entrambe le specialità. Quello stesso anno gioca i suoi primi incontri nell'ATP Challenger Tour senza ottenere risultati di rilievo.
Nel 2019 è impegnato quasi esclusivamente nei Challenger e a febbraio viene sconfitto nella sua prima finale di categoria al torneo di doppio di Cherbourg. Il miglior risultato in singolare sono i quarti di finale raggiunti alla Firenze Tennis Cup in settembre. Nel corso della stagione rientra nella top 300 del ranking in entrambe le specialità e vince un titolo ITF in singolare. Nel 2020 viene sconfitto in doppio in un torneo ITF nella sua unica finale disputata in stagione.
Torna a vincere un torneo dopo quasi due anni nel gennaio 2021 in doppio in un ITF M15 di Adalia e il mese dopo, sempre ad Adalia, vince un ITF M25 in singolare. A maggio supera il torneo di pre-qualificazione agli Internazionali d'Italia e viene eliminato al secondo turno nel torneo di qualificazione. A fine mese supera invece le qualificazioni al torneo ATP 250 di Parma con i successi sul nº 99 del ranking Duckworth, nella sua prima vittoria contro un top 100, e Gabašvili, e al suo esordio nel circuito maggiore perde in due set contro Cecchinato. A ottobre conquista il suo primo titolo Challenger al torneo di doppio del Murcia Open, battendo in finale in coppia con Flavio Cobolli gli spagnoli Alberto Barroso Campos / Roberto Carballés Baena con il punteggio di 6-3, 7-6.
All'inizio del 2022 non ottiene risultati importanti e torna a giocare alcuni tornei ITF. Il primo titolo Challenger in singolare arriva il 31 luglio alla San Benedetto Tennis Cup con il successo in finale su Andrea Vavassori per 6-1, 6-1. Fa quindi la sua prima esperienza in una prova del Grande Slam alle qualificazioni degli US Open, supera i primi due turni e viene sconfitto al terzo set in quello decisivo da Christopher Eubanks. Raggiunge la semifinale al successivo Challenger 125 di Stettino, risultato con cui entra per la prima volta nella top 200, in 181ª posizione. Sale quindi alla 170ª con i quarti di finale raggiunti subito dopo all'altro Challenger 125 di Genova.
All'esordio stagionale del 2023 si aggiudica il Challenger di Nouméa con il successo in finale su Laurent Lokoli. A febbraio perde la finale in quello di Tenerife e porta il best ranking al 121º posto. Nei mesi successivi non consegue buoni risultati e scende in classifica.

## Statistiche
Aggiornate al 18 settembre 2023.

### Tornei minori

#### Singolare

##### Vittorie (8)
| Legenda tornei minori |
| Challenger (2)        |
| ITF (6)               |

| N. | Data           | Torneo                                             | Superficie  | Avversario in finale | Punteggio     |
| 1. | 31 luglio 2022 | San Benedetto Tennis Cup, San Benedetto del Tronto | Terra rossa | Andrea Vavassori     | 6-1, 6-1      |
| 2. | 7 gennaio 2023 | Internationaux de Nouvelle-Calédonie, Nouméa       | Cemento     | Laurent Lokoli       | 4-6, 7-5, 6-2 |

##### Sconfitte in finale (4)
| Legenda tornei minori |
| Challenger (1)        |
| ITF (3)               |

#### Doppio

##### Vittorie (14)
| Legenda tornei minori |
| Challenger (1)        |
| ITF (13)              |

| N. | Data            | Torneo              | Superficie  | Compagno       | Avversari in finale                            | Punteggio   |
| 1. | 1º ottobre 2021 | Murcia Open, Murcia | Terra rossa | Flavio Cobolli | Alberto Barroso Campos Roberto Carballés Baena | 6-3, 7–6(4) |